# Naguanagua (Venezuela)
Naguanagua é uma cidade localizada no estado de Carabobo, na Venezuela. Capital do Município Naguanagua, é um dos municípios da cidade de Valencia (capital do estado). O município tem uma população de aproximadamente 144.308 habitantes (2008).